# Бадамлы
Бадамлы (азерб. Badamlı) — минеральный родник в поселке Бадамлы Шахбузского района Азербайджана.

## Общая информация

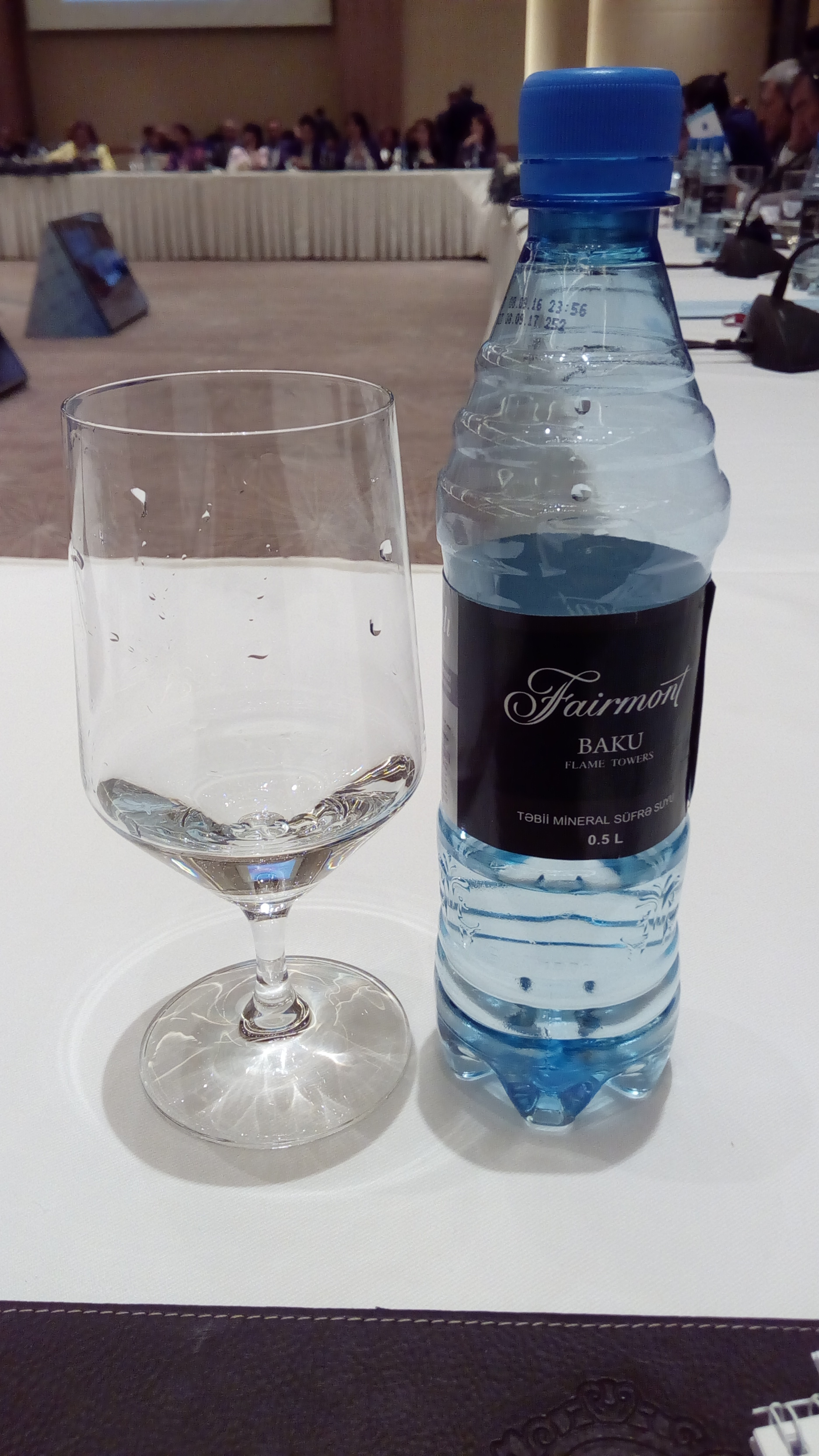

Открытие и мировое признание минеральной воды Бадамлы связано с именем доктора геолого-минералогических наук Азиза Аскерова. Минеральная вода Бадамлы разливается с 1947 года

## Минеральный источник Бадамлы
Минеральные источники, расположенные в одноименном селе Бадамлы, возникли в результате землетрясения, произошедшего в конце XIX века. Группа из нескольких родников расположена на юго-западе села Бадамлы Шахбузского района Нахичеванской Автономной Республики на высоте 1262—1274 м над уровнем моря
В Бадамлы вода добывается из пяти источников, ежедневная производительность каждого из них 1,1 млн литров. В составе воды Бадамлы гидрокарбонат, магний, кальций, натрий, калий, йод и другие полезные минералы. Общая минерализация этих родников — 0,4-7,4 г/л, а температура- 17-22 °C.
Значение pH — 7.5.
Вода Бадамлы полезна при некоторых заболеваниях желудочно-кишечного тракта, мочевыводящих путей и печени. Ввиду относительно низкой степени минерализации эксплуатируемого в настоящее время родника Бадамлы-5 эта вода используется в качестве столовой. Общая минерализация родника — 450 мг/л. Это значение удовлетворяет значительную часть суточной потребности в минералах. Наряду с этим при длительном потреблении вода не вызывает в организме избытка минералов. Эксплуатационный запас родника Бадамлы-5 — 700 м³/сутки (1972).

## Завод минеральных вод «Бадамлы»
Завод «Бадамлы» функционирует в Шахбузском районе с 1947 года. Уже в 1970—1980-х годах после реконструкции 90 % продукции, производимой на заводе, экспортировалось в зарубежные страны. В 1990 году завод «Бадамлы» возобновил свою деятельность.
Завод, строительство которого началось в городе Нахчыван в августе 2008 года, был расположен на территории 2,1 гектара. Общая площадь здания составляла 4590 м², а производственные площади — 3600 м². Протяжённость линии, по которой поступала вода с месторождения Бадамлы, составляла 25 километров. В 2017 году у источника родника Бадамлы на территории 4 га началось строительство завода по производству «Бадамлы» общей площадью 10 590 м². Завод был сдан в эксплуатацию в начале 2020 года.
Ежедневная производственная мощность на существующем предприятии по производству составляет 500 000 условных бутылок.
Вода экспортируется в такие страны, как Россия, Китай, Объединённые Арабские Эмираты, Ирак, Казахстан.

## Бадамлы в сфере культуры
Рашид Бейбутов и Анатоллу Ганиев воспевали эту воду в своих песнях.